# Melidectes leucostephes
Melidectes leucostephes е вид птица от семейство Meliphagidae. Видът е незастрашен от изчезване.

## Разпространение
Разпространен е в Индонезия.